# Toyota Sprinter Marino

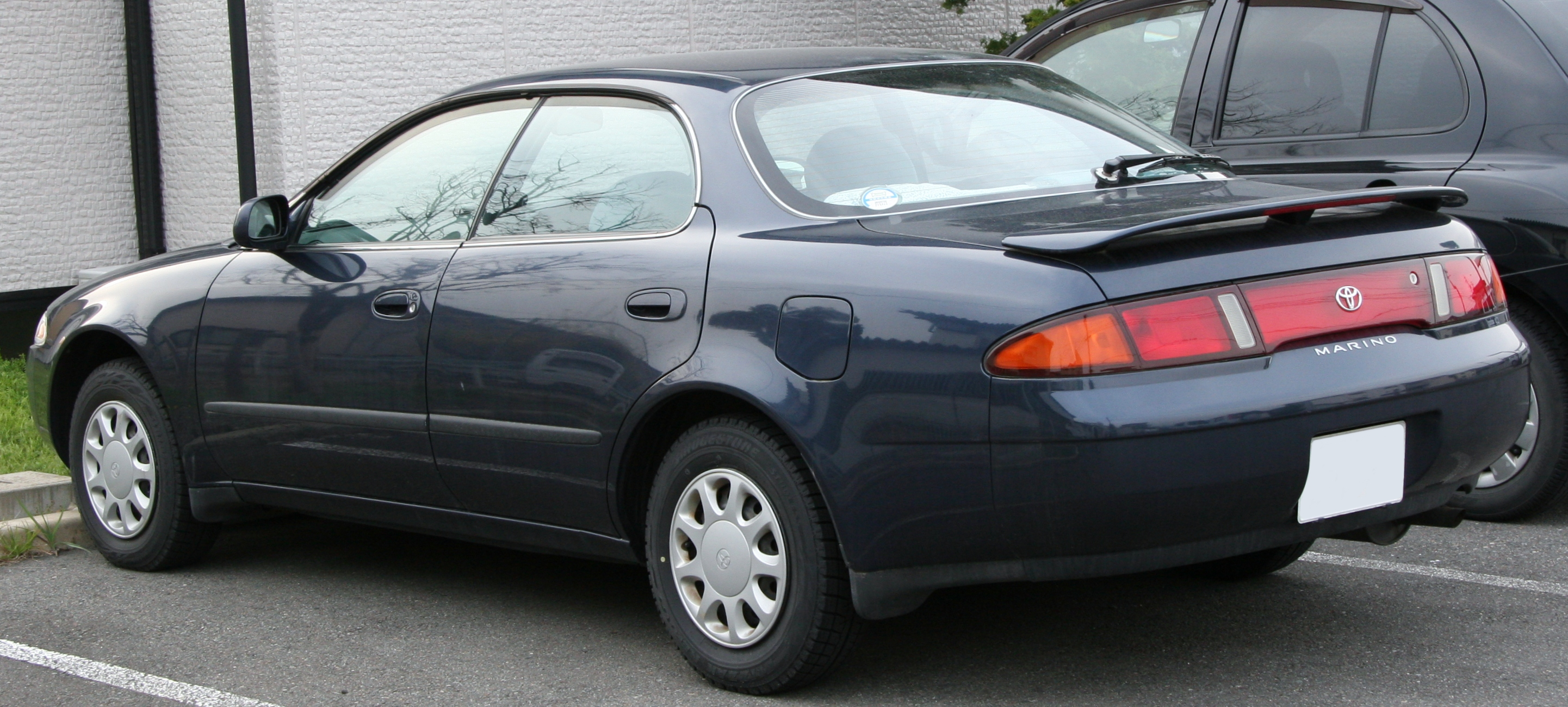
Tył nadwozia - Sprinter Marino

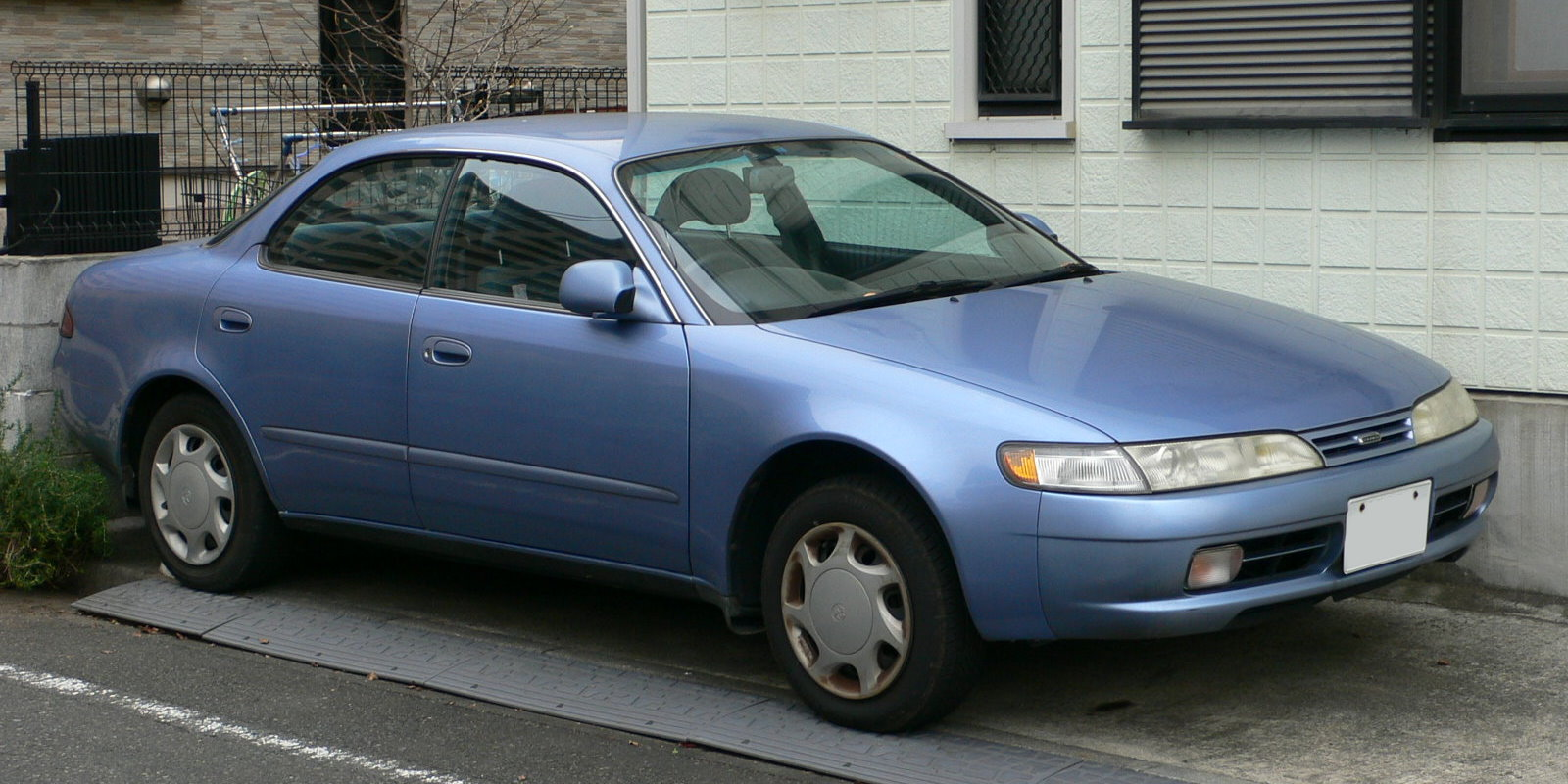
Toyota Corolla Ceres

Toyota Sprinter Marino – samochód osobowy z segmentu C produkowany pod japońską marką Toyota od maja 1992 do czerwca 1998 roku. Był to 4-drzwiowy hardtop sedan z ukrytymi za szybami słupkami środkowymi nadwozia. Bliźniaczą konstrukcją była Corolla Ceres, różniła się ona tylko atrapą chłodnicy i lampami przednimi.
Do napędu służyły benzynowe silniki R4 DOHC: 1.5 5A-FE (105 KM), 1.6 4A-FE (115 KM) i 1.6 4A-GE (160 KM). Moment obrotowy przenoszony był na oś przednią poprzez 4-biegowy automat bądź 5- lub 6-biegową skrzynię manualną.

## Dane techniczne

### 5A-FE
Źródło:
- R4 1,5 l (1498 cm³), 4 zawory na cylinder, DOHC
- Układ zasilania: wtrysk
- Średnica cylindra × skok tłoka: 78,7 × 77 mm
- Stopień sprężania: 9,8:1
- Moc maksymalna: 105 KM (77 kW) przy 6000 obr./min
- Maksymalny moment obrotowy: 135 N•m przy 4800 obr./min

### 4A-FE
Źródło:
- R4 1,6 l (1587 cm³), 4 zawory na cylinder, DOHC
- Układ zasilania: wtrysk
- Średnica cylindra × skok tłoka: 81 × 77 mm
- Stopień sprężania: 9,5:1
- Moc maksymalna: 115 KM (85 kW) przy 6000 obr./min
- Maksymalny moment obrotowy: 147 N•m przy 4800 obr./min

### 4A-GE
Źródło:
- R4 1,6 l (1587 cm³), 4 zawory na cylinder, DOHC
- Układ zasilania: wtrysk
- Średnica cylindra × skok tłoka: 81 × 77 mm
- Stopień sprężania: 10,5:1
- Moc maksymalna: 160 KM (118 kW) przy 7400 obr./min
- Maksymalny moment obrotowy: 162 N•m przy 5200 obr./min